# James Hoffa
James Philip Hoffa (Detroit, 19 maggio 1941) è un avvocato e sindacalista statunitense.
Ha ricoperto il ruolo di presidente della International Brotherhood of Teamsters e della Alpha Tau Omega. 

## Biografia
È figlio di Jimmy Hoffa, che ricoprì anch'egli la carica di presidente dell'Associazione degli autotrasportatori, ed ha una sorella di nome Barbara (1938).  Hoffa cominciò la sua carriera come leader della National Honor Society già in età adolescente, e fu subito conosciuto anche per la sua grande abilità di giocatore di football americano. Negli anni successivi si laureò in Economia all'Università statale del Michigan nel 1963 e in Legge all'Università del Michigan nel 1966, ed in seguito fu chiamato dalla Ford Foundation Fellowship per lavorare al senato del Michigan. 
Nel 1968, Hoffa diventò avvocato della sua futura società di Autotrasportatori, fino al 1993; nel 1996 si candidò per la presidenza della società, persa, però, a favore di Ron Carey. Nel 1999 divenne definitivamente presidente degli Autotrasportatori; mantenne la carica fino al marzo 2022, quando al termine del suo mandato venne sostituito da Sean O'Brien. Nella sua vita privata, Hoffa è sposato con Virginia e ha due figli, David e Geoffrey.